# یواس‌اس پلیاس (ای‌اس-۱۴)
یواس‌اس پلیاس (ای‌اس-۱۴) (به انگلیسی: USS Pelias (AS-14)) یک زیردریایی بود که طول آن ۴۹۲ فوت (۱۴۹٫۹۶ متر) بود. این زیردریایی در سال ۱۹۳۹ ساخته شد.